# Mops chapini
Tadarida chapini — вид кажанів родини молосових.

## Середовище проживання
Цей вид був широко записаний на більшій частині Африки південніше Сахари. Проживає в саванах і річкових долинах. 